# 斎藤春樹
斎藤 春樹（さいとう はるき、1991年3月20日 - ）は、日本のラグビー選手。

## プロフィール
- 北海道出身[1]。
- ポジションはウィング(WTB)。
- 身長 181cm、体重 81kg
- ニックネームはハル。
- 7人制日本代表に選出されたことがある[3]。

## 略歴
高校1年生でラグビーを始めた。
2009年、札幌山の手高校卒業後、明治大学に入る。なお札幌山の手高校時代に北海道地区ブロックベストプレイヤーに選ばれ、第32回高校東西対抗試合の参加メンバーに選出された。
2013年、明治大学卒業後、東京ガスラグビー部に加入。同年9月15日に行われたトップイーストリーグ第1節の秋田ノーザンブレッツ戦に先発出場で公式戦初出場を果たした。